# Umbrete
Umbrete este un municipiu în provincia Sevilia, 
Andaluzia, Spania cu o populație de 5.797 locuitori.
1. ↑  Nomenclátor Geográfico de Municipios y Entidades de Población (20240402 edition)